# 智勝院 (森忠政継室)
智勝院（ちしょういん、天正3年（1575年） - 慶長12年5月3日（1607年6月26日））は、安土桃山時代から江戸時代前期にかけての女性。父は名古屋因幡守高久（敦順）。母は養雲院（中川重政妹）。法名は智勝院殿月桂宗清大禅定尼。実名はお岩。兄弟に名古屋山三郎、金森可重室、小沢彦八（森家臣）室、各務藤兵衛（森家臣）室など。

## 生涯
名古屋因幡守の父は織田信長の父・信秀室の兄弟にあたり、因幡守は信長とは従兄弟であるという。因幡守は信長に仕えたのち、信包に1000石で仕えるも、信包の改易で豊臣秀吉から知行を受けることとなったが、後に病死したという。なお、歴史学者の柴裕之は那古野勝泰かその親族と推測される「那古野因幡守」の娘と解説している
母の養雲院（木下雅楽助の姉妹）はねね（のちの高台院）に読み書きを教えており、木下藤吉郎（のちの豊臣秀吉）との縁組の際、夫の因幡守が「藤吉は唯人ではないので（ねねを嫁に）おやりになりませ」とねねの父に指示し、信長にも秀吉のことを執り成したという。
いつごろかは不明だが、お岩は豊臣秀長の嫡男、小一郎（与一郎）に嫁ぐ。その後、小一郎は病気のためか紀州十津の湯に入ったが、そこで亡くなった。ただし、天正10年（1582年）に嫡男を喪った秀長が丹羽長秀の三男である仙丸（後の藤堂高吉）を養子に貰い受けたと伝えられていることから小一郎の死は同年以前のこととされること、また十津で亡くなったとするのは秀長の養嗣子となった秀保（秀長の甥）の死去との混同であるとする指摘がある。お岩はそのまま秀長の養女となった。
文禄3年（1594年）の春、森忠政と再婚し忠政の継室となった。秀吉から忠政に鎌倉一文字助真の刀が送られたという。お岩は忠政との間に2男3女をもうけた。その縁で兄の山三郎が忠政の家臣となり、2人の姉妹も忠政の家臣の室となった。
慶長12年5月3日（1607年6月26日）に33歳で死去し、龍雲寺（現在の本源寺）に葬られた。お岩の初盆に津山の桶屋町、吹屋町からお岩の墓所まで灯明が灯され万灯会が行われた。その翌年には吉井川を挟んで川向こうからも灯明が灯され、夫の森忠政の50回忌である天和3年（1683年）まで76年間毎年続けられたという。

## 子女
- お宮：慶長3年（1598年）に金山で生まれる。姉のお松（母は忠政先室の中川清秀娘のチボ）は池田長幸正室となったが亡くなってしまったため、継室として嫁いだ。祖母である養雲院の京都四条の屋敷を譲り受けたため、四条殿と呼ばれていたという。娘のお鶴は森家を継いだ従兄弟の森長継と婚姻した。
- お菊：慶長5年（1600年）に川中島で生まれる。慶長18年（1613年）に池田忠継と家康の命で婚姻したが、次の年に忠継が疱瘡で死去したため元和7年（1621年）に鳥居忠恒に再嫁した。
- 虎松：慶長7年（1602年）に川中島で生まれる。慶長17年（1612年）7月13日に9歳[3]で亡くなったという。
- 森忠広：慶長9年（1604年）に津山の院庄で生まれる。森忠政の嫡男であり、寛永3年に前田利常の娘である亀鶴姫（徳川秀忠の孫娘）と婚約したが、亀鶴姫が数年で死去し、寛永10年（1633年）8月22日に忠広も亡くなったため、父の跡を継ぐことはなかった。
- お兼：慶長11年（1606年）に津山で生まれる。元和8年（1622年）11月に本多忠義と婚姻した。忠広が死去したため、忠政は外孫から養子を取ることになり、お兼の長男でまだ幼児の唐之助（のちの本多忠平）を貰おうとしたが、親友の細川忠興と相談し、森家と通婚関係にあった関成次の長男・家継（のちの森長継）を養子とした。

## 逸話
森家では1年の終わりの歳暮の日にきらず粥を食べる習慣があるが、これはお岩が勧めて始めたことだという。きらずというのはおからの別名で、包丁を使わずに調理出来る食品であることから付いた名称だが、お岩は夫の忠政が自分や家臣の手を問わず、少なからぬ人を成敗してきたことを憂慮し「今年は幸い人を斬らずに済んだ。来年もまた斬らずに済むように」との祈りを込めた行事だったという。